# Jesse Joronen
Jesse Pekka Joronen (Rautjärvi, 1993. március 21. –) finn válogatott labdarúgó, a Venezia játékosa.

## Pályafutása

### Klubcsapatokban
2009-ben a Simpeleen Urheilijat csapatától került az angol Fulham akadémiájára. 2010 júniusában aláírta a klubbal az első profi szerződését, amely 2013 nyaráig szólt. 2012 májusában két évvel meghosszabbította szerződését. Október 25-én kölcsönbe került a Maidenhead United csapatához. 2013. február 22-én a Cambridge együtteséhez csatlakozott kölcsönben, de másnap visszatért a Fulham csapatához. 2013 májusában a finn Lahti vette kölcsönbe augusztusig. A klubnál hamar első számú hálóőr lett. A 2014–2015-ös szezon előtt 2016-ig hosszabbított a Fulhammel. 2014. augusztus 9-én mutatkozott be a bajnokságban az Ipswich Town ellen a Fulham színeiben kezdőként. Ezt követően még három alkalommal védett, majd elvesztette helyét a kezdőben Marcus Bettinellivel szemben, valamint a klubhoz frissen csatlakozott Király Gáborral szemben is. Október 17-én egy hónapra kölcsönbe került az Accrington csapatához. Másnap a Stevenage elleni bajnoki találkozón mutatkozott be. 2015. augusztus 27-én a Stevenage csapatához ment kölcsönbe 2016 január végéig. Két nappal később a Dagenham & Redbridge ellen debütált. Október 17-én gólt szerzett a Wycombe Wanderers ellen 2–1-re megnyert bajnoki találkozón. November 7-én a Gillingham ellen megsérült, majd visszatért nevelő klubjához. A Fulham csapata ezek után 2017 nyaráig meghosszabbította a klubbal való szerződését. A 2016–2017-es szezonban a ligakupában három alkalommal védett, majd új szerződést kínált neki a klubja, de ezt visszautasította.
2017. július 10-én két évre írt alá a dán AC Horsens csapatához. Négy nap múlva az Aarhus GF ellen mutatkozott be a bajnokságban. December 15-én jelentették be, hogy a következő szezont már a København játékosaként kezdi meg és öt évre ír alá. 2018. július 23-án a Hobro IK ellen debütált. 2019. július 11-én az olasz Brescia igazolta le. 2022. június 30-án 3+1 évre írt alá a Venezia csapatához.

### A válogatottban
Többszörös korosztályos válogatott. 2013. január 23-án mutatkozott be a felnőtt válogatottban Thaiföld ellen. 2021. június 1-jén bekerült a 2020-as labdarúgó-Európa-bajnokságra utazó végleges keretbe.

## Statisztika

### A válogatottban
2022. március 29-i állapot szerint.
| 2013     | 1  | 0 |
| 2014     | 0  | 0 |
| 2015     | 0  | 0 |
| 2016     | 1  | 0 |
| 2017     | 1  | 0 |
| 2018     | 3  | 0 |
| 2019     | 2  | 0 |
| 2020     | 2  | 0 |
| 2021     | 4  | 0 |
| 2022     | 1  | 0 |
| Összesen | 15 | 0 |

## Sikerei, díjai
- København
  - Dán bajnok: 2018–19[34]